# المؤتمر النيبالي
المؤتمر النيبالى هو حزب سياسي ديمقراطي اجتماعي في نيبال. تأسس الحزب في عام 1950 بواسطة دمج Nepal National Congress مع Nepal Democratic Congress.
قائد الحزب هو G.P. Koirala.
المنظمة الشبابية للحزب هي Nepal Tarun Dal.
في الانتخابات البرلمانية لعام 1999 حصل الحزب على 3214786 صوت (37.17%, 111 مقعد).
الحزب منتسب للاشتراكية الدولية.

## مواقع خارجية
- www.nepalicongress.org.np